# ジャウン
ジャウン(モンゴル語: ja'un/jaγun)とは、モンゴル系民族の間で用いられる軍事・行政集団の単位。元来はモンゴル系言語で「百」を指す言葉で、転じて「百人の軍隊を出すことのできる集団」をも意味する。中国を始めとする漢字文化圏では百戸(長)、百人隊(長)とも訳される。

## 概要
モンゴリアにおける遊牧国家では古くから十進法に基づいて10人、100人、1000人、10000人を軍隊編成上の基本単位としてきた。また国民皆兵を基本とする遊牧国家では軍政と行政が密接に結びついていたため、この軍事編制単位がそのまま行政上の単位としても用いられた。このような十進法に基づく軍事・行政組織の歴史は古く、紀元前の匈奴時代に遡る。
チンギス・カンが創始したモンゴル帝国においても十進法に基づく行政・軍事組織が用いられ、モンゴル軍は1000人を基本的な軍政・行政単位として扱う「千人隊制度(千戸制)」を定制としていた。

## 「チンギス・カンの百人隊長」
前述したようにチンギス・カンの制定した軍事制度の中では「千人隊」が基礎単位となるため「千人隊長」に関する史料は数多く残されているが、それ以下の百人隊長・十人隊長についてはどのような人物がいたかほとんど記録されていない。しかしチンギス・カン自らが隊長を務める「チンギス・カン直属の千戸隊（hazāra-yi khāṣṣ-i Chīnkkīz Khān）＝御帳前首千戸」のみはモンゴル軍の精鋭中の精鋭として別格視されていたため、『集史』に人名が記録されている：
| 百人隊長               | 『集史』での表記 | 出身部族   | 備考                                                               |
| チャガン               | Chāghān          | タングート | 「御帳前首千戸」の初代隊長。後に中国戦線に転属となった。           |
| イェケ・ネウリン       | Nūra nūyān       | タングート | チャガンの転出後、「御帳前首千戸」の二代隊長となった。             |
| エル・テムル・バウルチ | Īl tīmūr bāūrchī | スニト     | ボルテ・フジンのオルドに属す                                       |
| ブルキ・バウルチ       | Būrkī bāūrchī    | ドルベン   | ラシードゥッディーンに大元ウルスの情報を伝えたプーラード丞相の祖父 |
| オルドクル・コルチ     | Ūldūqūr qūrchī   | ジャライル | チンギス・カンの4オルドの長                                        |
| アルバカル・バウルチ   | bāūrchī          | ケレイト   | ボルテ・フジンの「家の子」で、ケレイト部アルバト氏の出             |
| ジャマール・ホージャ   | Jamāl kwāja      | メルキト   | チンギス・カンの側室クランの兄弟                                   |
| コンキヤダイ           | Qunkqiyādāi      | 不明       |                                                                    |
| イェスン・トゥア       | Yisūn tūā        | タタル     | 4ケシクのアクタチの長で、ボルテ・フジンの王室オルドに属する        |
| ドダイ・チェルビ       | Tūdāī Jarbī      | スニト     | 侍従官（チェルビ）を務める                                         |

## ジャウト・クリ
『モンゴル秘史』によるとキヤトのテムジン(後のチンギス・カン)とケレイトのトオリルの連合勢力は金朝の要請に従ってタタル部を討伐し、その功績によってトオリルは「王＝オン（・カン）」の称号を、テムジンは「ジャウト・クリ(Ja'ud Quri)」の称号を与えられたという。
しかしこの「ジャウト・クリ」が何を意味する称号かは『モンゴル秘史』に語られておらず、研究者たちは様々な解釈を行った。現在の所「ジャウト・クリ」の意味としては(1)「ジャウクト(jauqut)＝北中国の隊長」を意味するとする説、(2)「百人隊(ja'un)の長」を意味するとする説の2説が知られている。
「ジャウクト」はモンゴル時代の史書にしばしば登場する地名で、『集史』は「ジャウクトはヒタイ(北中国)、タングート(河西)、ジュルジャ(女直)、ソランカ(朝鮮)からなる境域である」と説明しているが、その語源・意味は必ずしも明確ではない。
また、-quliという名称はアラビア語のʿabd/ペルシア語のbanda/モンゴル語のbo'lに相当し、「〜の奴隷,しもべ」を意味する単語である。中国では遼代以後、この単語を意訳した「〜家奴」という名称を持つ人物が多数登場し、例えば「万家奴(Vangianu)」の場合は「万人隊の僕＝万人隊長」を意味する名称となる。そのため、「ジャウト」がjauqutの場合は「金朝の僕」を意味する名称となり、ja'unの場合は「百人隊の僕＝百家奴」意味する名称となる。『蒙韃備録』には「チンギス・カンは幼い頃金朝に囚われて奴隷となっていた(成吉思少被金人虜為奴婢者、十餘年方逃帰、所以尽知金国事宜)」という記述があるが、これはチンギス・カンが「-quli(〜家奴)」という称号を与えられたことを著者が誤解して記したのであろうと考えられている。